# Havelu
Havelu är en kommun i departementet Eure-et-Loir i regionen Centre-Val de Loire strax norr om centrala Frankrike. Kommunen ligger i kantonen Anet som tillhör arrondissementet Dreux. År 2022 hade Havelu 131 invånare.

## Befolkningsutveckling
Antalet invånare i kommunen Havelu
Referens:INSEE